# Stadtbefestigung (Erkelenz)
Die Stadtbefestigung Erkelenz ist eine heute noch in Resten erhaltene mittelalterliche Befestigungsanlage der Stadt Erkelenz. Sie galt als uneinnehmbar: In die 1,6 Kilometer lange Stadtmauer mit ihren vier Toren, das jedes für sich eine Torburg darstellte, waren 14 Wehrtürme eingelassen. Im Vorfeld war ihr noch ein doppelter, durch einen Wall getrennter Wassergraben vorgelagert.
In den Jahren 1816 bis 1819 legte man die inzwischen funktionslos gewordene Stadtbefestigung weitgehend nieder. Heute existieren noch Mitte der 1950er Jahre restaurierte Teile der Burg an der Nordpromenade und der Stadtmauer an der Wallstraße. Die mittelalterliche Stadtbefestigung prägt aufgrund von vier Promenadenstraßen, die über den noch im Boden befindlichen Mauerfundamenten angelegt wurden, und eines Grüngürtels über den zugeschütteten Gräben bis heute die birnenförmige Ausdehnung der Innenstadt.

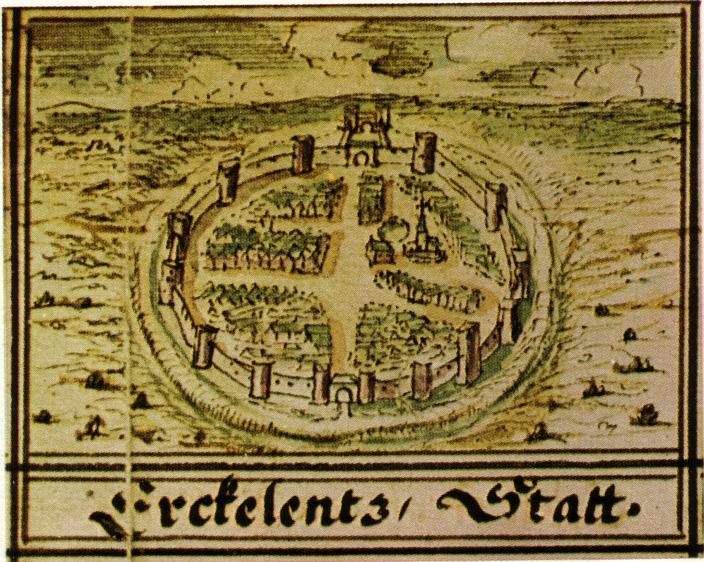
Stadtbefestigung im Codex Welser, 1720

## Bestandteile

### Burg
Koordinaten: 51° 4′ 55″ N, 6° 18′ 57″ O

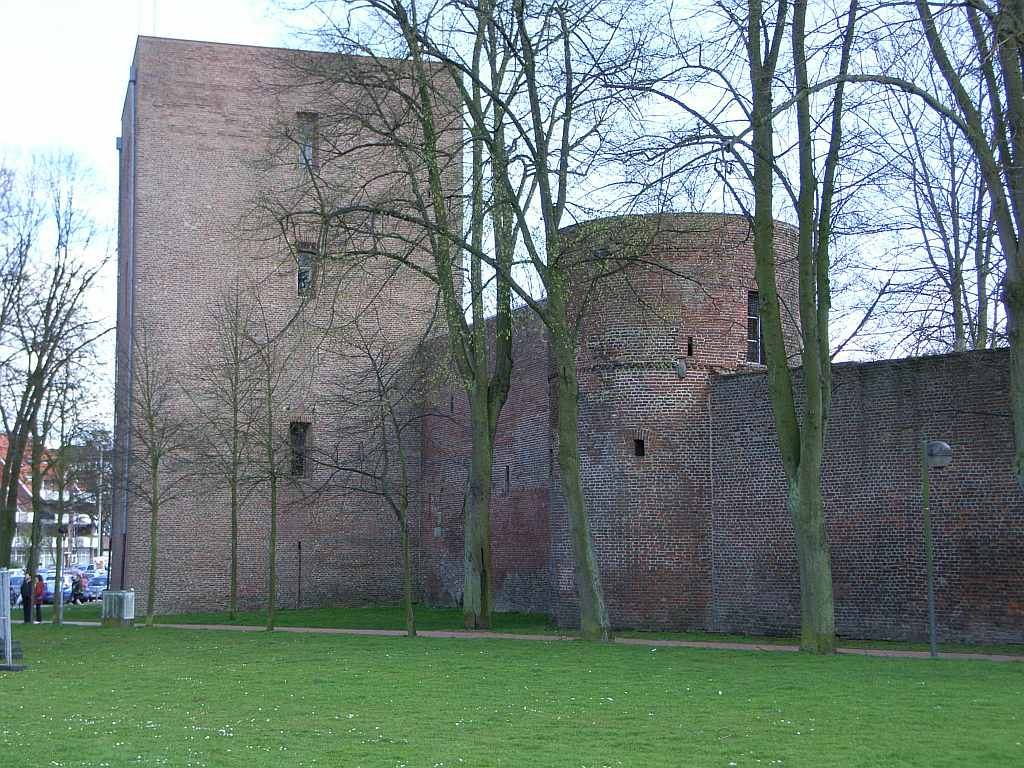
Geldrische Landesburg aus dem Jahre 1349 mit rundem Wehrturm (Nordseite)

Zwar wird die Burg erst im Jahre 1349 urkundlich genannt, vermutlich besaß die Stadt aber bereits bei ihrer Stadtrechtsverleihung im Jahre 1326 eine leichtere Umwallung, mit der im 11. Jahrhundert begonnen worden war. Zudem ist die Burg offensichtlich in die Stadtmauer einbezogen worden, so dass sie schon bei der Stadtrechtsverleihung im Jahre 1326 vorhanden gewesen sein dürfte. Es ist auch kaum anzunehmen, dass ein unbefestigter Ort zur Stadt erhoben wurde.
Die Burg war nur von der Stadt aus zugänglich. Rainald IV Herzog von Geldern († 1423) hatte beim Bau des Burgturms im Jahre 1423 geplant, für sich und seine Mannen auch feldwärts einen Zugang zu schaffen, ohne von der Öffnung und Schließung der Stadttore abhängig zu sein. Sein Nachfolger Arnold von Egmond musste sich aber gegenüber der Bürgerschaft verpflichten, den schon begonnenen Zugang wieder vermauern und niemals wieder öffnen zu lassen. Die Burg war Sitz der Vögte, Garnison und Waffenplatz.
Der schlichte backsteinerne Turm, der vor seiner Restaurierung, zur Ruine verfallen, im Volksmund Hexenturm genannt wurde, misst auf quadratischem Grundriss von 13 Meter Seitenlänge feldwärts 23 Meter Höhe und besitzt unten 3,50 Meter starkes Mauerwerk. Vom erhöht gelegenen Burghof her weist er über einem Untergeschoss, das als Folterkeller gedient hat, drei Obergeschosse mit jeweils einem Fenster zu jeder Himmelsrichtung, kleine Lichtfenster in der Wendeltreppe und einen Abort-Erker über zwei Obergeschosse auf. Die angrenzende Burgmauer mit Schießscharten ist feldseitig 11 Meter hoch und burgseitig mit einem überdachten Wehrgang über spitzbogigen Arkaden versehen.
Auch stadtseitig besaß die Burg kleinere Türme und eine Zugbrücke über einen Wassergraben. Hier ist noch der untere Teil eines solchen Turmes zu sehen. Daneben befindet sich der sogenannte Wolfsturm, eher ein rechteckiger Turmstumpf, der das stadtseitig zwar oberirdische, aber tür- und fensterlose Burgverlies war, in das die Gefangenen vom Burghof her durch ein rundes Loch in der Deckenmitte hinabgelassen („eingelocht“) wurden. Der Turm hieß so, weil das Heulen und Wehklagen der dort Gefangenen an das der Wölfe erinnerte. Den Gebäudekomplex abschließend ist noch einer von ehemals 14 Wehrtürmen in Burg- und Stadtmauer vorhanden.

### Tore
Rund 160 Jahre hatte der Bau der Befestigungsanlagen der an zwei sich kreuzenden alten Handels- und Heerwegen gelegenen Stadt gedauert. Im Jahre 1355 war aus Steinen der zerstörten Raubritterburg Gripekoven das innere Brücktor (Brückstraße) gebaut worden, 1416 das innere Maartor (Aachener Straße), 1420 das innere Oerather (Roermonder) Tor (Roermonder Straße), 1454 das äußere Oerather Tor, 1459 das äußere Maartor, 1495 die Brücke am Brücktor und 1514 das äußere Bellinghovener (Kölner) Tor (Kölner Straße). Erst damit war die Befestigung der Stadt vollendet.
Jedes Tor für sich war eine mehrgeschossige Torburg, deren mächtige Fundamente bis zu fünf Meter tief in den Boden reichten und sich mit einem umschlossenen Hof (Zwinger) und einem Vortor über mehr als 30 und 40 Meter weit feldwärts richteten. Sie waren mit kleinen Türmen und durch Dächer geschützte Wehrgänge mit Schießscharten versehen und beherbergten Rüstkammern sowie die Wachstuben und Wohnungen der Torwächter.

Bronzene Bodenplatten mit Erläuterungen zu den Toren der Stadtbefestigung
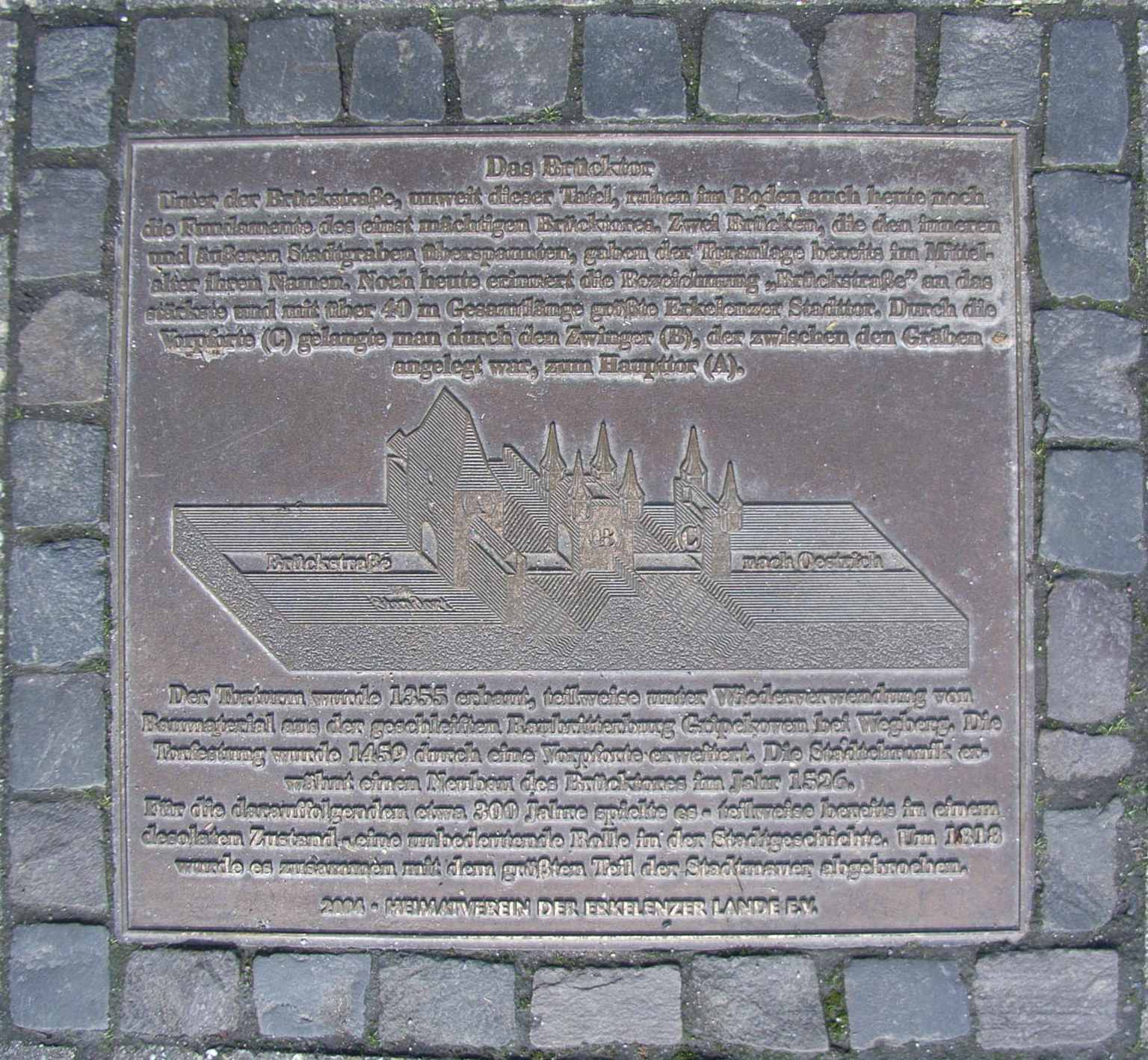
Rekonstruktion Brücktor
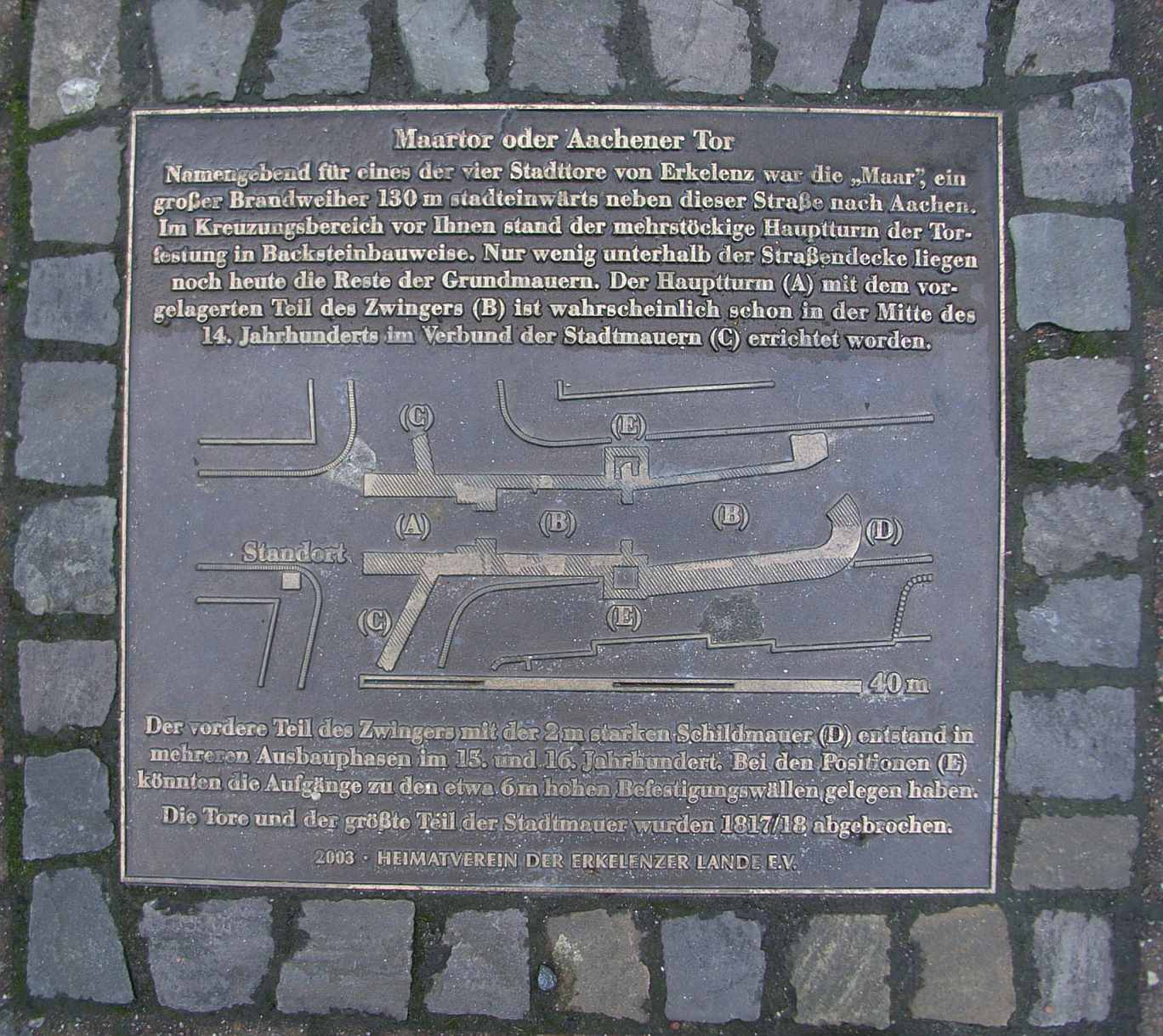
Grundriss Maartor
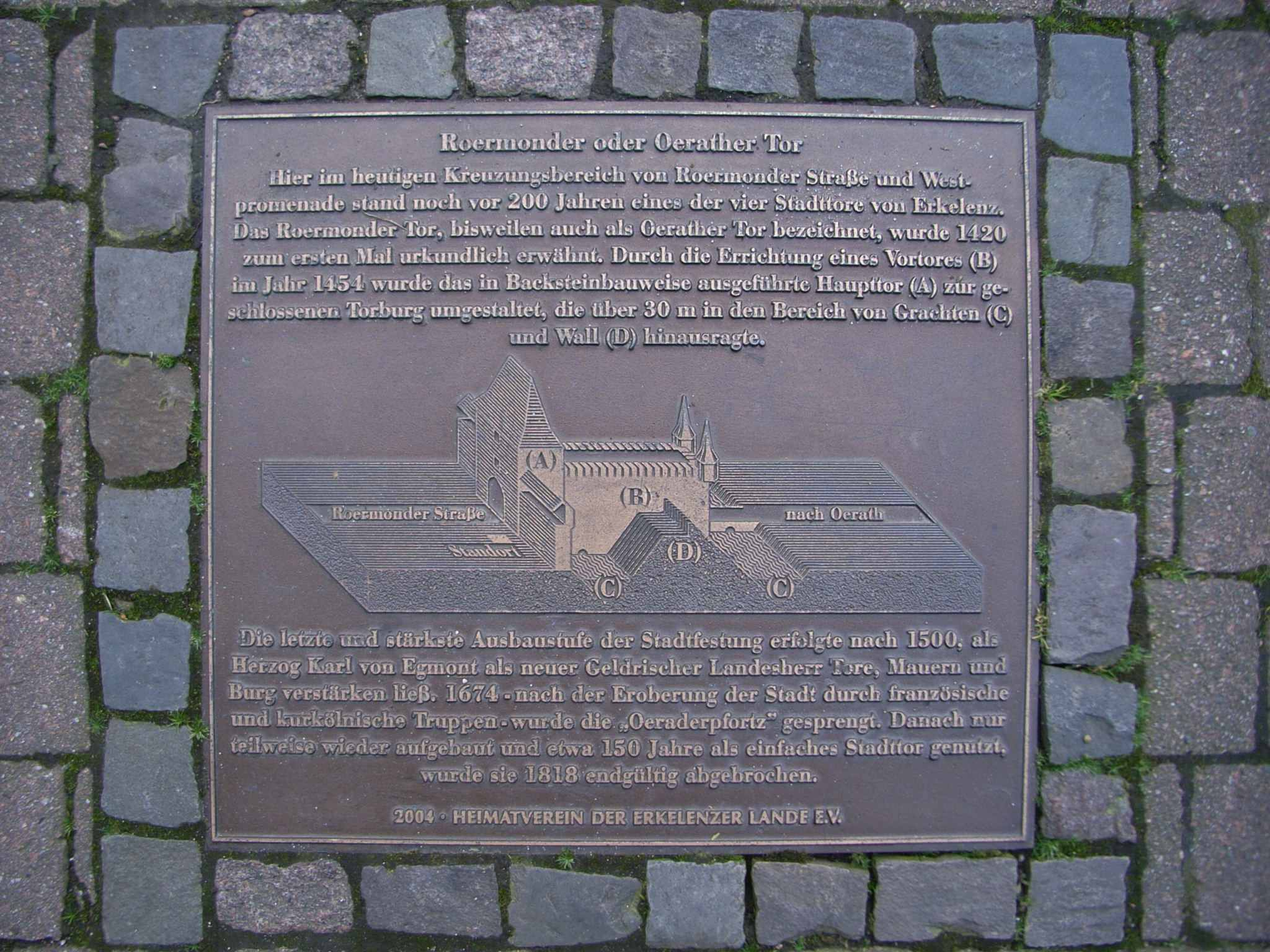
Rekonstruktion Oerather Tor
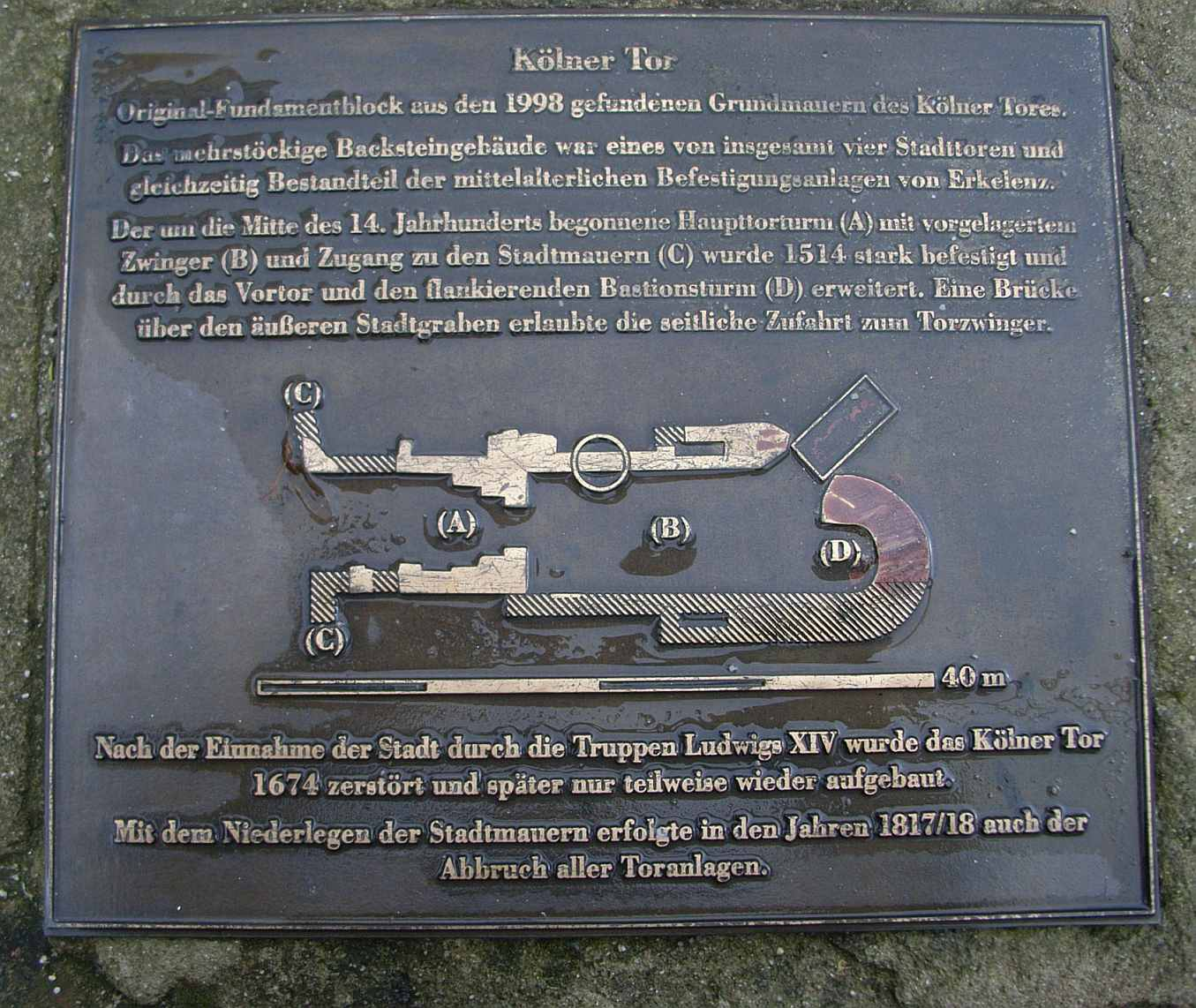
Grundriss Kölner Tor

### Mauer

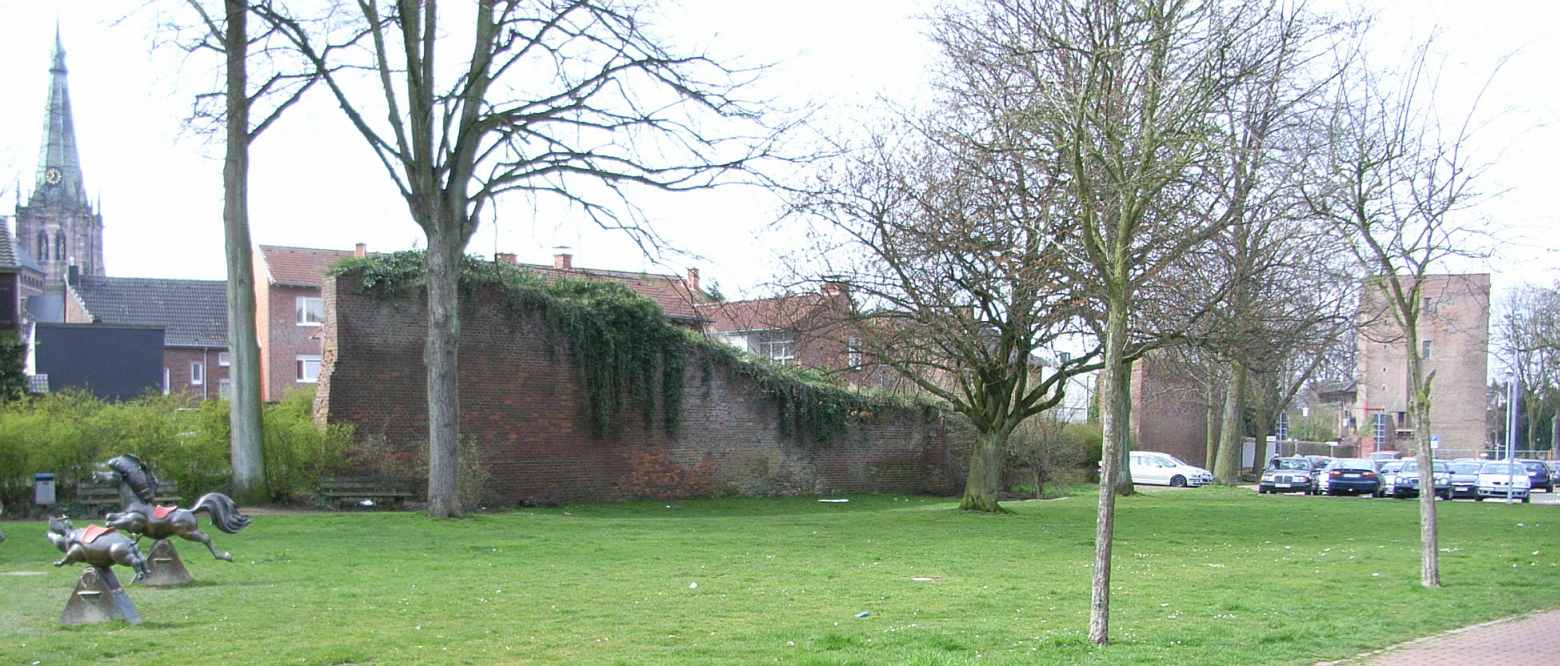
Mauerreste an der Wallstraße

Keine schriftlichen Zeugnisse liegen über den Bau der Stadtmauer vor, die außen durchschnittlich 8,50 Meter hoch war. Sie besaß 15 Mauertürme, davon den genannten als Teil der Burg, der noch heute steht, jeweils zwei an der Wallstraße zwischen Burg und Brückstraße sowie an der Ostpromenade zwischen Brückstraße und Bellinghovener Tor und jeweils fünf an der Südpromenade zwischen Bellinghovener Tor und Maartor, einschließlich eines Mühlenturms, sowie an der Westpromenade zwischen Maartor und Oerather Tor. Der 1423 beim Maartor errichtete Mühlenturm war in die Stadtmauer einbezogen worden, so dass sie hier offensichtlich erst nach dieser Zeit gebaut worden ist.
Wie Burg und Tore waren auch die Türme und Mauern aus Backsteinen gebaut und mit Schießscharten versehen. Stadtseitig verlief über spitzbogigen Arkaden oben an der Mauer vorbei ein Wehrgang, der mit Zinnen versehen war. Unten an der Mauer entlang lief um die Stadt herum ein Weg, auf den sternförmig von der Stadtmitte aus die Straßen und Gassen mündeten, so dass Mauer und Türme für die Verteidigungsmannschaften in der Stadt innerhalb einer Zeitminute zu erreichen waren.
Der Abstand der Türme voneinander betrug rund 70 Meter. Daher überschnitt sich der Abwehrbeschuss zweier Türme und konnte den Feind in der Flanke erfassen. Sie besaßen keine Treppen zu den einzelnen Stockwerken, sondern nur Löcher in deren Deckenmitte, durch die die Besatzungen auf einholbaren Leitern hochkletterten und Schießbedarf sowie Proviant an Seilen bis ins oberste Stockwerk hinaufzogen oder von dort hinabließen. So konnten sie sich im Verteidigungsfall von Stockwerk zu Stockwerk zurückziehen und lange ausharren.
Nicht weit von der Burg entfernt besteht mit der Wallstraße noch ein Stück des Wehrweges mit größeren Resten der ehemaligen Stadtmauer und einer Lücke dazwischen, wo einer der Wehrtürme gestanden hat. Als die Stadtmauer ihren Zweck nicht mehr erfüllte, lehnten hier stadtseitig kleine Häuser an und haben in ihr Kaminzüge hinterlassen.

### Gracht

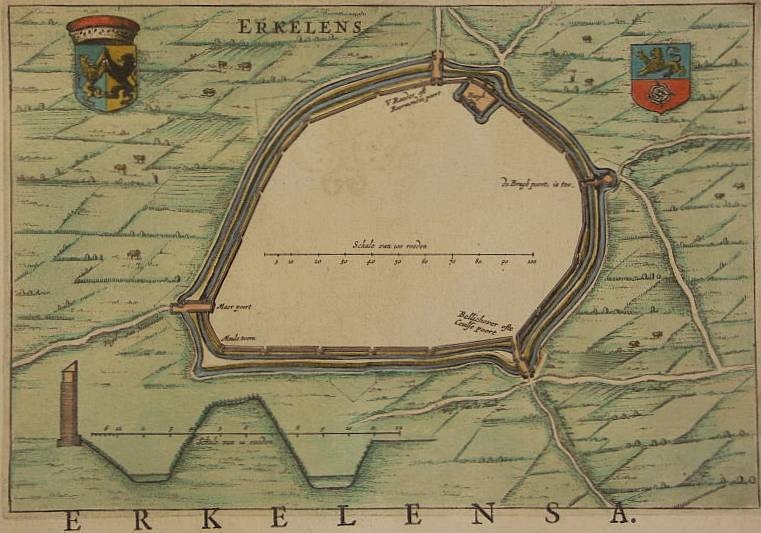
Plan der Stadtbefestigung aus dem 17. Jahrhundert

Den Festungswerken der Stadt war noch ein doppelter durch einen Wall getrennter Wassergraben (Gracht) von insgesamt etwa 40 Meter Breite vorgelagert. Die steilen Böschungswinkel führten in 5 Meter Tiefe, wo sich mangels fließenden Wassers im Stadtgebiet über offene Rinnen und Kanäle unter die Mauer hindurch aus der Maar abgeleitetes Regenwasser sammelte und eine schlammige Masse bildete, weswegen man sie schwarze Gracht nannte. Die Maar befand sich an der tiefstgelegenen Stelle der Stadt auf dem heutigen Franziskanerplatz und war mit 52 mal 55 Meter Seitenlänge und 3 Meter Tiefe ein beachtliches Wasserreservoir, in dem sich Regenwasser sammelte und das auch als Löschwasserteich und Viehtränke diente.
Als im 16. Jahrhundert Karl von Egmond (1492–1538) die Festung Erkelenz restaurieren ließ, wurden mit der aufkommenden Artillerie die Verteidigungsmaßnahmen von Toren, Türmen und Mauern auf den Wall vorgeschoben, um Angreifer möglichst weit von der Stadt fernzuhalten. Dabei verbreiterte man den Wall und legte im Inneren gemauerte Kasematten an. Eine solche Kasematte, die der Volksmund schwarzer Keller nannte, wurde bei Erdarbeiten im Jahre 1956 am Rande der äußeren Gracht vor dem Burgturm angeschnitten.

## Das Ende
Das Ende der Festung Erkelenz wurde im Holländischen Krieg eingeleitet, als das Heer des französischen Königs Ludwig XIV. zusammen mit den Truppen des Erzbischofs von Köln am 9. Mai 1674 die Tore der Stadt stundenlang mit Kanonen beschoss. Die Bürger, die den Angriff erwarteten, hatten zur Verteidigung einige Offiziere unter dem Prinzen von Croy angeworben. Die Festungswerke des Bellinghovener Tores scheinen noch fester gewesen zu sein als die des Oerather Tores und hielten dreimaligem Sturmangriff stand. Erst beim vierten Sturmangriff gegen Abend dieses Tages fielen sie. 400 Tote soll es bei den Angreifern gegeben haben, 6 bei den Verteidigern.
Zwei Tage später sprengten die Eroberer das Bellinghovener Tor und das Oerather Tor und zwangen die Bürger, Breschen in die Mauern zu schlagen, eine neben dem Bellinghovener Tor, eine neben dem Maartor, eine am heutigen Zehnthofweg und eine bei der Burg gegenüber dem Pangel.
Später scheint die Stadtbefestigung wenn auch notdürftig und nur für einige Zeit wiederhergestellt worden zu sein, wie schriftliche Zeugnisse aus den Jahren 1695 und 1718 belegen. Insbesondere geschah die Unterhaltung weniger aus fortifikatorischen als vielmehr aus fiskalischen Gründen, denn an den Stadttoren wurde die Akzise, eine direkte Steuer, vereinnahmt, der sich niemand entziehen konnte, solange alle Wege in die Stadt ausschließlich durch die Stadttore führten.
Als die Stadt im Jahre 1815 preußisch wurde, waren die Mauern schon an einigen Stellen eingestürzt oder drohten einzustürzen, so dass die Regierung in Aachen die Stadt aufforderte alles Mauerwerk entweder nach historischen Gesichtspunkten wieder instand zu setzen oder abzubrechen. Im Rat der Stadt entschied man sich trotz der Befürchtung, dass mit dem Abbruch der Stadtmauern auch die Stadtrechte verloren gehen könnten, letztendlich aus Kostengründen für den Abbruch. Um ihn zu finanzieren, wurden das Gelände und die Steine verkauft und die Gräben zugeschüttet.

## Heutige Situation

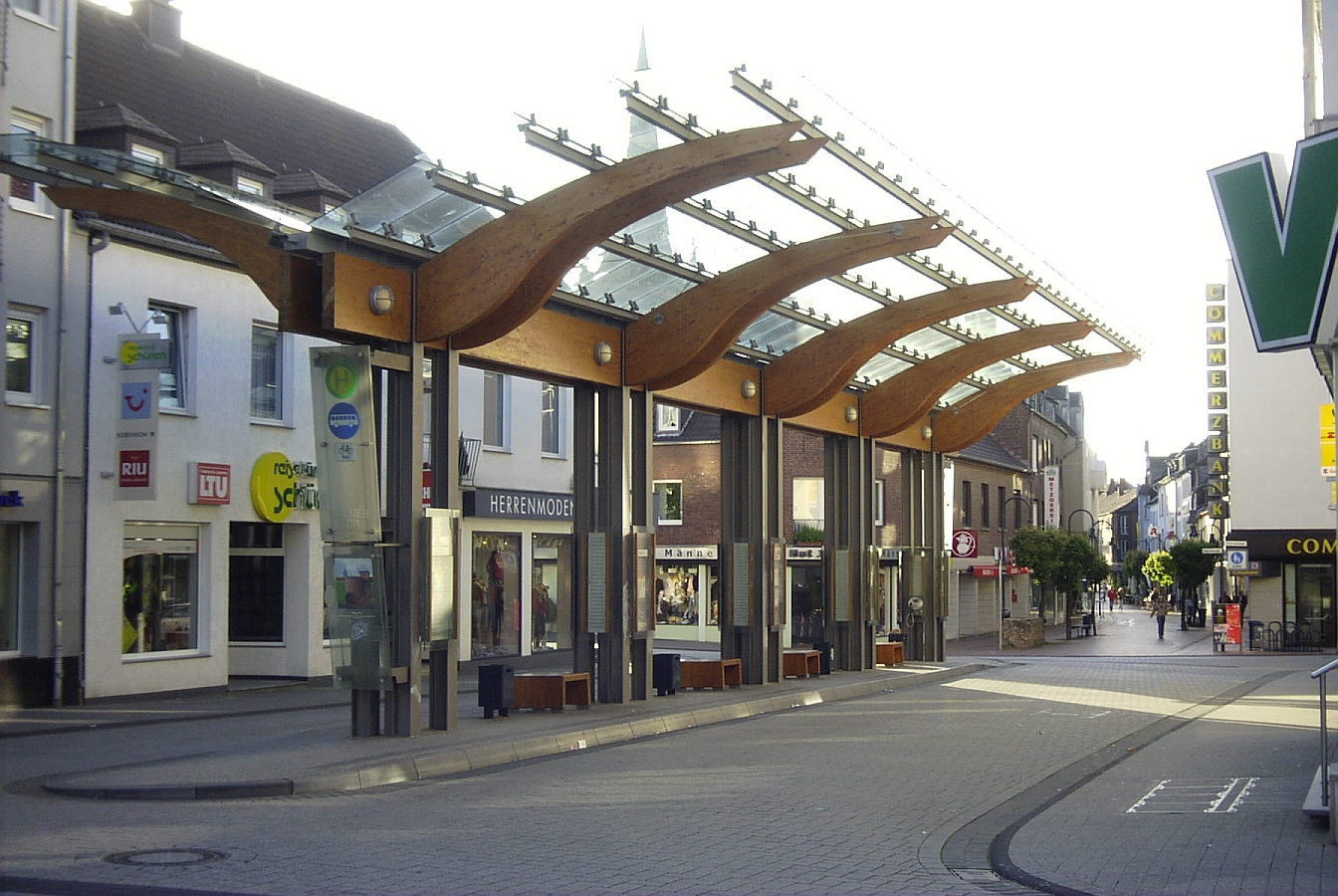
Bushaltestelle „Kölner Tor“ am Standort des früheren Tores

An die ehemaligen Stadttore erinnern heute nur noch an den entsprechenden Standorten, die als Stationen in einen ausgeschilderten historischen Stadtrundgang eingebunden sind, vom Heimatverein der Erkelenzer Lande angebrachte bronzene Bodenplatten mit Grundrisszeichnungen und Erläuterungen. Vom früheren Maartor bis zur Burg erstreckt sich ein breiter Grünstreifen über der eingeebneten Gracht. Östlich der Burg weichen die Grünflächen einem großen Parkplatz. An der Ostpromenade symbolisiert ein an der Straßenseite aus Backsteinen mit Bögen und halbrunden Turmvorsprüngen errichtetes Parkdeck den Verlauf der alten Stadtmauer. Gegenüber hat man einer kleinen Anliegerstraße in Erkelenzer Platt den Namen Schwatte Jräet (schwarze Gracht) gegeben.
Am 19. August 2016 setzte der Förderverein Freunde der Burg e.V. auf dem Burgturm ein Dach auf. Es ist eine 16 mal 16 Meter große mit Zink gedeckte Holzkonstruktion und soll das Gemäuer vor Feuchtigkeit schützen. Vermutlich hatte der Turm schon im Mittelalter ein Dach. Aus den Jahren 1500 / 1501 ist eine Rechnung überliefert, die den Kauf von 14000 Leysteenen (Leysteine oder Schieferplatten) und 20000 Leynagel (Nägel) erwähnt.